# Paraceras laxisinus
Paraceras laxisinus är en loppart som beskrevs av Xie Baoqui, He Jinghou et Li Kueichen 1980. Paraceras laxisinus ingår i släktet Paraceras och familjen fågelloppor. Inga underarter finns listade i Catalogue of Life.